# British Gazette
La British Gacette (Gaceta británica) fue un diario británico de escasa vida, publicado por el Gobierno durante la Huelga General de 1926.
Uno de los primeros grupos de trabajadores llamados por el Congreso de Unión de los Comercios cuando comenzó la huelga general, el 3 de mayo, fueron las impresoras, y consiguientemente los diarios aparecieron sólo en breves fragmentos, y de forma truncada. El Gobierno por tanto decidió reemplazarlos con una publicación oficial qué se imprimió en el The Morning Post, una publicación de la derecha tradicionalista qué más tarde se fusionó con El Telégrafo Diario. Winston Churchill, entonces Canciller del Exchequer y anteriormente un periodista, tomó la iniciativa y guio la línea editorial de la Gaceta británica con el papel en gran parte producido por la Organización para el Mantenimiento de Suministros.
La Gaceta apareció en la mañana del 5 de mayo. Con una línea altamente patriótica y condenatoria de los huelguistas, deviniendo un medio eficaz de propaganda para el gobierno. El TUC produjo su propio papel, el Trabajador británico (subtitulado Huelga Oficial Edición Noticiosa) para intentar contrarrestarlo. La Gaceta fácilmente vendía más que su rival, con una circulación que aumentó desde 200.000 copias a más de 2.000.000. La Gaceta hizo ocho ediciones antes que la huelga colapsara; la última edición tuvo el titular "Huelga General Fuera".
Churchill no acabó de tomar completamente en serio la Gaceta. El 7 de julio de 1926, al final de un debate en Parlamento sobre si se debía autorizar el gasto para pagar el coste del efímero periódico, Churchill respondió al diputado Laborista A. A. Purcell, que especulaba acerca de qué ocurriría en futuras huelgas generales, con estas palabras: "Tengan ustedes bien claro que si lanzan sobre nosotros otra vez una huelga general, nosotros lanzaremos sobre ustedes...(pausa) ¡otra Gaceta británica!" La declaración dibujó sonrisas y aplausos de ambos lados y restó tensión política al debate.